# José María Amorrortu
José María Amorrortu Prieto (Bilbao, 21 luglio 1953) è un allenatore di calcio ed ex calciatore spagnolo e basco, di ruolo centrocampista.

## Carriera

### Giocatore
Centrocampista avanzato, debutta nelle categorie inferiori con società basche, per poi arrivare all'Athletic Bilbao, con cui debutta il 2 settembre 1973 durante Celta Vigo-Athletic Bilbao (2-1).
Dopo cinque stagioni con i baschi passa al Real Saragozza dove, dopo altre cinque stagioni, termina la carriera.

### Allenatore
Intraprende poi la carriera di allenatore, sedendosi sulle panchine di Amorebieta, Barakaldo, Bilbao Athletic, Athletic Bilbao, Eibar, Real Sociedad e nelle giovanili dell'Atletico Madrid, di cui è stato anche direttore sportivo fino al 2018. Nella stagione 2020-2021 ha svolto lo stesso ruolo per il Racing Santander. Dal 2012 è anche il selezionatore della Selezione di calcio dei Paesi Baschi.